# FLARE〜フレア〜
『FLARE〜フレア〜』は、2014年4月26日に日本公開された日本・フランス合作映画。監督は大塚祐吉、主演は福田麻由子。R15+指定作品。子役として注目された福田麻由子が18歳の時にオファーがあり、初めて単独で主演した。キャッチコピーは「自堕落なフランス人写真家との出逢いが家出少女フレアの運命を変える！」。

## ストーリー
17歳の井上フレアは家出して横浜へ来た。母親から虐待を受けていたのだ。バイトのティッシュ配りを終え、ローソンの前で休んでいるとカメラマンらしい男から声をかけられた。写真を撮ってもいいかな？ギャラを期待したが金はないらしい。かわりに写真のコピーをあげるからと名刺をもらった。ジャン・オゾン、40歳。翌日スタジオに行った。ピースサインをしている自分のモノクロ写真が素敵だった。その日は夕食をご馳走になり、ソファに泊めてもらった。彼女は住み込みのアシスタントとして働くことになった。
ジャンの写真はなかなか売れなかった。それでも頑固に「自分が撮りたいものだけを撮る」という姿勢を変えない。チラシや広告は絶対にやらない。金がないのに朝から酒を飲み、女にだらしがない。パトロンのジョニー、元妻の美雪、闇金からも金を借り、首が回らない。こうなったら大切なカメラを売るしかない。ジョニーからは見捨てられ、闇金の佐藤は数日ごとにやってきて厳しく取り立てる。それをみたフレアは、援助交際をして金をつくり、親から借りたと嘘をついた。ジャンはハグして感謝し、彼女のヌードを撮った。フレアはジャンのベッドにもぐりこむようになった。
円斉というリッチな僧侶がフレアのヌードを高く買った。円斉から専属カメラマンにならないかと誘われ、ジャンは金のためにOKした。ジャンには恵梨香というセフレがいた。ときどきスタジオにやってきてイチャつく。恵梨香は目障りなフレアを子供扱いして意地悪くマウンティングしてくる。フレアは切れて彼女の尻にフォークをつき刺す。救急車とパトカーが呼ばれ、フレアは医療施設に入れられた。
施設では相川サキという少女がフレアの過去に興味を持ち、距離をどんどん詰めてきた。フランス人のおっさんに会いたいんでしょ！と、フレアをこっそり外に連れ出した。スタジオに行ってみると、ジャンが美雪にむりやり抱きついてやらせてくれと頼んでいるところだった。幻滅した二人がカフェでお茶しているとサキは知り合いらしい3人組の女に目をつけられ、外に連れ出されてボコられた。その夜二人はホテルに泊まってやさしいキスをした。しばらくしてジャンが施設に面会に来た。カメラを向けてきた彼をフレアは殴った。サキも加わり、ボコボコにしてやった。
施設を退院したフレアはカメラマンを目指すことにした。帰国を決めたジャンはカメラを処分したが、一番大切にしていたライカだけはカメラ店の店主に預けていた。フレアが来た時にわたしてくれと。日本を去る日、ジャンはお別れに美雪が勤めるギャラリーに寄った。そこにジャンのライカを下げたフレアが現れた。ジャンが謝罪と感謝の気持ちを伝えるとフレアの頬を涙が伝う。ジャンが去った後、美雪は彼から預かった作品をフレアに見せる。初めて会った日、ローソンの前で撮った写真だ。フレアはギャラリーを飛び出しジャンの背中を追う。しかし彼の姿はもうない。かわりに待っていたのはサキの笑顔だった。

## キャスト
- 井上フレア: 福田麻由子
- ジャン・オゾン: バレンタイン・バノン（Valentin Bonhomme）
- 相川サキ: 広瀬アリス
- 坂本恵梨香: 玄里
- 片山美雪: 凜華せら
- サトウエイイチ: 宮川浩明
- ジョニー・ウォーカー: 奈良本クラリッサ
- サクライユミ: 大島由梨乃
- イトウキョウカ: 小篠恵奈
- 山崎円斉: 加藤雅也
- 山崎なおみ: 谷村美月 - 円斉のマネージャー
- 石坂恵: 山口紗弥加 - 医師
- クロサワチカ: 藤村聖子
- タムラケイコ: Chudhury Aki
- サカグチカナ: 遠藤新菜
- マツモトヨウスケ: 川本淳市
- オノハルナ: 琥珀うた
- コスギヒカル: ジェイミー夏樹

## スタッフ
- 監督・脚本：大塚祐吉
- 製作総指揮：太代眞裕
- エグゼクティブプロデューサー：沖津康雄
- プロデューサー：Alexandre Bartholo
- 撮影監督：Robin Entreinger
- 照明：根本健一
- 録音：杉田信
- 音楽：鈴木ヤスヨシ
- エンディングテーマ：FOUR GET ME A NOTS「FLARE」
- 音楽監督：花崎雅芳
- 音楽協力：カプリチオ・ミュージック
- 配給：アイモーション
- 製作：「フレア」フィルムパートナーズ